# E3 Prijs Harelbeke 1976
L'E3 Prijs Harelbeke 1976, diciannovesima edizione della corsa, si svolse il 20 marzo su un percorso di 228 km, con partenza ed arrivo a Harelbeke. Fu vinta dal belga Walter Planckaert della squadra Maes Pils-Rokado davanti ai connazionali Walter Godefroot e Daniel Verplancke.

## Ordine d'arrivo (Top 10)
| Pos. | Corridore           | Squadra                          | Tempo |
| ---- | ------------------- | -------------------------------- | ----- |
| 1    | Walter Planckaert   | Maes Pils-Rokado                 |       |
| 2    | Walter Godefroot    | Ijsboerke-Colnago                |       |
| 3    | Daniel Verplancke   | Flandria-Velda-W-VL Vleesbedrijf |       |
| 4    | Eric Leman          | Zoppas-Splendor-Sinalco          |       |
| 5    | Ronny Van De Vijver | Ijsboerke-Colnago                |       |
| 6    | Roger De Vlaeminck  | Brooklyn                         |       |
| 7    | Pol Lannoo          | Frisol-Gazelle                   |       |
| 8    | André Delcroix      | Ijsboerke-Colnago                |       |
| 9    | Ferdinand Bracke    | Lejeune-BP                       |       |
| 10   | Joop Zoetemelk      | Gan-Mercier-Hutchinson           |       |